# EveryDNS
EveryDNS.net était un gestionnaire DNS (2001-2011). Il est le fournisseur de gestion DNS pour plus de 135 000 domaines en 2009.

## Histoire
EveryDNS a été fondée en Juin 2001 par David Ulevitch. Le 7 janvier 2010, il a été acheté par Dyn Inc.

## Services
EveryDNS offre des services aux Webmasters qui ne maintiennent pas leur propre nom de domaine ou de services qui souhaitent utiliser EveryDNS comme une sauvegarde de leurs implémentations existantes. EveryDNS offre également des services de résolution dynamiques DNS, et la redirection domain2web. EveryDNS supporte l'enregistrement SPF TXT pour les donateurs.

## Services de sauvegarde
En raison du danger d'une attaque par déni de service distribué (DDOS) sur un serveur de noms de domaine, de nombreuses entreprises externalisent leur gestion des services de nom de domaine à des sociétés telles que Akamai. EveryDNS permet aux webmasters d'utiliser leurs serveurs pour le service DNS géographiquement distribués gratuitement. Le 2 décembre 2010, EveryDNS a retiré WikiLeaks de sa base de données, en indiquant qu'une attaque par déni de service DDoS "menaçait la stabilité de ses infrastructures",.

## Backend
EveryDNS fonctionne sur une mise en œuvre de Daniel J. Bernstein de tinydns. Il utilise MySQL et Perl pour gérer tinydns de hash tables. PHP est utilisé pour rendre l'interface utilisateur, des informations sur les bases de données MySQL backend.